# Jurij Uryčev
Jurij Olegovič Uryčev (Юрий Олегович Урычев; * 3. dubna 1991 Jaroslavl – 7. září 2011 Jaroslavl) byl ruský hokejový obránce.

## Hráčská kariéra
Svou hokejovou kariéru začal rodném městě, v Lokomotiv Jaroslavl, kterým debutoval v profesionální třetí nejvyšší ruské lize Pervaja liga za druhý tým Lokomotivy. V lize působil do roku 2009, než v následující sezóně 2009/10 debutoval v Kontinentální hokejové lize. V základní části odehrál jen tři zápasy, jelikož působil v ruské juniorské lize MHL za juniorku Loko Jaroslavl, kde strávil většinu sezóny. Během playoff v KHL, se připojil k týmu Lokomotiv Jaroslavl, nicméně, byl jeden z obránců, který se zařadil do stálých řad v Lokomotivu Jaroslavl a ze sedmnácti odehraných zápasů v playoff, které Lokomotiv odehrál, celkem Uryčev odehrál jedenáct utkání. Za následující sezónu 2010/11 odehrál v KHL celkem 25 zápasů a v juniorské lize osm zápasů. V roce 2011 byl přizván do ruské reprezentace na mistrovství světa do 20 let. S reprezentací nakonec vybojovali zlaté medaile.
Na začátku sezóny 2011/12 s týmem Lokomotiv Jaroslavl odcestoval do úvodního zápasu proti HK Dynamo Minsk v lize KHL. Jenomže při odletu z letiště Tunošna se letadlo nedaleko místa startu zřítilo. V troskách Uryčev zahynul.

## Ocenění a úspěchy
- 2010 MHL - All-Star Game

## Prvenství
- Debut v KHL - 3. března 2010 (Lokomotiv Jaroslavl proti HC Lada Togliatti)
- První gól v KHL - 20. února 2011 (Lokomotiv Jaroslavl proti Avangard Omsk, brankáři Alexej Kuzněcov)

## Klubová statistika
| Sezóna       | Klub                | Soutěž       |    | Základní část | Základní část | Základní část | Základní část | Základní část |   | Play off | Play off | Play off | Play off | Play off |
| Sezóna       | Klub                | Soutěž       | Z  | G             | A             | B             | TM            | Z             | G | A        | B        | TM       |          |          |
| 2009/2010    | Lokomotiv Jaroslavl | KHL          | 3  | 0             | 0             | 0             | 2             | 11            | 0 | 0        | 0        | 2        |          |          |
| 2009/2010    | Loko Jaroslavl      | MHL          | 57 | 8             | 13            | 21            | 70            | —             | — | —        | —        | —        |          |          |
| 2010/2011    | Lokomotiv Jaroslavl | KHL          | 20 | 1             | 0             | 1             | 10            | 5             | 1 | 0        | 1        | 27       |          |          |
| 2010/2011    | Loko Jaroslavl      | MHL          | 8  | 1             | 3             | 4             | 16            | —             | — | —        | —        | —        |          |          |
| Celkem v KHL | Celkem v KHL        | Celkem v KHL | 23 | 1             | 0             | 1             | 12            | 16            | 1 | 0        | 1        | 29       |          |          |
| Celkem v MHL | Celkem v MHL        | Celkem v MHL | 65 | 9             | 16            | 25            | 86            | 1             | 0 | 0        | 0        | 2        |          |          |

## Reprezentace
| Rok                       | Tým                       | Soutěž                    | Z | G | A | B | TM |
| ------------------------- | ------------------------- | ------------------------- | - | - | - | - | -- |
| 2011                      | Rusko 20                  | MSJ                       | 7 | 1 | 3 | 4 | 4  |
| Juniorská kariéra celkově | Juniorská kariéra celkově | Juniorská kariéra celkově | 7 | 1 | 3 | 4 | 4  |